# Umgeni
Umgeni nebo Mngeni je řeka v Jihoafrické republice, která protéká územím provincie KwaZulu-Natal. Je dlouhá 232 km, roční průtok dosahuje 707 000 000 m³ a její povodí má rozlohu 4 432 km².
Řeka pramení nedaleko Dargle v nadmořské výšce 1825 m. Nachází se na ní vodopád Howick Falls (také KwaNogqaza), vysoký 111 metrů. Místní obyvatelé věří, že v řece pod vodopádem žije obří had Inkanyamba. Významným přítokem je Msunduzi, na níž leží hlavní město provincie Pietermaritzburg. V povodí Umgeni žijí téměř dva miliony obyvatel. Kapacita čistíren odpadních vod nestačí rostoucí populaci, což vede k nízké kvalitě vody.
Na Umgeni byly postaveny čtyři přehrady: Albert Falls Dam, Inanda Dam, Midmar Dam a Nagle Dam. Jsou využívány k zavlažování i výrobě elektrické energie. Vodní režim je závislý na ročním období, čtyři pětiny srážek spadne od října do března. Typickou zdejší rybou je parma natalská. Umgeni protéká městem Durban a severně od Country Club Beach se vlévá estuárem do Indického oceánu. Na břehu řeky v Durbanu byla v roce 1984 otevřena zoologická zahrada Umgeni River Bird Park.
Název řeky je odvozen od zuluského výrazu uMngeni, což je překládáno jako „Akáciová řeka“ nebo také „Řeka příchodu“. Její ústí je  považováno za místo, kde přistál na Vánoce roku 1497 Vasco da Gama a dal okolnímu kraji název Natal.